# Алефиренко, Николай Фёдорович
Никола́й Фёдорович Алефире́нко (род. 1 января, 1946, Донбасс) — советский и российский лингвист, доктор филологических наук, профессор (НИУ) Белгородского государственного университета; специалист в области общего языкознания, когнитивной семантики, лингвокультурологии и фразеологии; представитель научной школы А. А. Потебни; член фразеологической комиссии при Международном комитете славистов, действительный член РАСН (Российской академии социальных наук), заслуженный деятель науки Российской Федерации (2010).

## Биография
Николай Фёдорович получил образование в Харьковском государственном университете, который окончил в 1969 году. Обучался в аспирантуре Киевского педагогического института (1975—1977). В 1986—1987 годах — старший научный сотрудник (соискатель Института языковедения им. А. А. Потебни АН УССР).
В 1987 году в Киевском педагогическом институте защитил кандидатскую диссертацию по структурно-семантическим свойствам компаративных фразеологизмов украинского языка. В 1990 году защитил докторскую диссертацию «Фраземообразующее взаимодействие языковых уровней».
В 1991 году был приглашен на работу в Волгоградский государственный педагогический институт (университет). С 1992 года был председателем созданного им диссертационного совета по защите кандидатских диссертаций, а с 1994 года — по защите докторских диссертаций по трём специальностям: русский язык, теория языка и сравнительно-сопоставительное языкознание.
С 2004 года — профессор Белгородского государственного университета. Член редакционной коллеги журнала «Филологические науки».

## Основные работы
Николай Фёдорович — автор более 250 научных публикаций, среди которых монографии и учебные пособия:
- «Теоретические вопросы фразеологии» (Харьков, 1987),
- «Теория языка: Введение в общее языкознание» (Волгоград, 1998),
- «Поэтическая энергия слова: синергетика языка, сознания и культуры» (М.: Академия, 2002),
- «Спорные проблемы семантики» (М.: Гнозис, 2005),
- «Современные проблемы науки о языке» (М.: Флинта: Наука, 2005),
- «Фразеология в свете современных лингвистических парадигм» (М.: Элпис, 2008),
- «Фразеология и когнитивистика: в аспекте лингвистического постмодернизма» (Белгород: Изд-во Белгородского ун-та, 2008)
- «Живое» слово. Проблемы функциональной лексикологии. М., 2009;
- Авксентьев В. А., Адров В. М., Алефиренко Н. Ф., Амирханян М. Д., Атаян М. Х., Мохов В. П. Элитология: энциклопедический словарь. — М.: Экон-информ, 2013. — 618 с.

Научный редактор сборников:
- «Культурные концепты в языке и тексте» Белгород: Изд-во БелГУ, 2005.
- «Этнокультурные константы в русской языковой картине мира: генезис и функционирование» Белгород: Изд-во БелГУ, 2005.
- «Слово — сознание — культура». М.: Флинта-Наука, 2006.